# Peter Maher
Peter Maher, född 30 mars 1960, är en friidrottare från Kanada. Han deltog vid olympiska sommarspelen 1988 och olympiska sommarspelen 1992.